# MOA-2007-BLG-192L b
MOA-2007-BLG-192L b — экзопланета (сверхземля) в созвездии Стрельца. Была обнаружена 2 июня 2008 методом гравитационного микролинзирования. Обращается вокруг коричневого карлика. Масса — 3,5 масс Земли, на момент открытия имела самую малую массу среди обнаруженных экзопланет. Меньшую массу имеют только Глизе 581 e ( 1,7 масс Земли), HD 10180 b (с массой ~ 1,35 масс Земли), Kepler-20 f (размером с Землю и массой 0,66 массы Земли) и миниземля KOI-961 d (размером с Марс и массой <0,9 массы Земли).